# Вінцентій Кот
Вінцентій Кот з Дембного гербу Долива (нар. 1395, Дембно — пом. 14 серпня 1448, Унеюв) — польський римо-католицький і державний діяч, архієпископ Ґнєзненський і примас Польщі(1437—1448), підканцлер коронний (1434—1437), кардинал з надання антипапи Фелікса V (1441—1447).

## Життєпис
Вінцентій був сином Мацея з Дембного, каштеляна накельського та Катажини, народився 1395 року у родинному Дембні над Вартою.
1413 року розпочав навчання в університеті Кракова, отримав ступені бакалавра (1415) та магістра мистецтв (1417). Невдовзі став професором цього навчального закладу.

### Церковна кар'єра
Вінцентій Кот обіймав чимало церковних посад. Був каноніком познанським (1421—1422), ґнєзненським (з 1422), 1426 став канцлером познанським, 1432 року — кустошем ґнєзненським. Також раніше був плебаном у Вітково, потім офіціалом варшавським (1424—1425), познанським вікарієм лат. in spiritualibus (1429—1430). Його знання та вміння імпонували королю Владиславу II Ягайлу, тому він призначив Вінцентія також вихователем своїх синів — Владислава та Казимира.
Після смерті примаса Войцеха Ястшембця, капітула обрала Вінцентія Кота архієпископом Ґнєзненським, його дванадцятилітній вихованець король Владислав III підтримав це обрання. На новій посаді він найчастіше проживав у Ловичу, проте він досить часто приїздив до Ґнєзно та надовго затримувався тут, особливо під час свята св. Войцеха. Беручи активну участь у політичному житті Королівства Польського, він не нехтував душпастирською діяльністю, здійснював численні канонічні візити до архієпархії та прагнув примножити церковне майно.
Він боровся з впливом гуситів, підтримуючи Збіґнєва Олесницького, який переміг прихильників гуситів у битві під Ґротниками 1439 року. 1440 року він скликав свій перший провінційний синод у Ленчиці, пізніше проводив їх також у 1441 i 1442 роках.
Антипапа Фелікс V 1440 року призначив Вінцентія Кота кардиналом, однак цей титул не був визнаний, хоча сам Вінцентій визнав Папу Фелікса і Флорентійський собор. Він був також титулярним єпископом Сан-Крізогоно.
Визнавши законним папою Миколая V, 2 жовтня 1447 року повернув йому незаконно отриманий кардинальський капелюх.

### Політична кар'єра
Завдяки підтримці єпископа Збіґнєва Олесніцького, Вінцентій Кот 1434 року обійняв посаду підканцлера коронного, цього ж року брав участь у переговорах з Тевтонським орденом, а також у підписанні Брестського миру 1435 року.
Незважаючи на свій вплив при королівському дворі, примас не брав участі в переговорах, що відбулися в березні 1440 року в Кракові, щодо вступу на угорський престол короля Владислава III. Деякі історики вважають, що він був проти них.
Після смерті молодого монарха під Варною, Вінцентій Кот взяв активну участь у політичному житті королівства. Під час міжкоролів'я висунув кандидатуру на престол бранденбурзького маркграфа Фрідріха II за підтримки Олесницького. 3 березня 1446 року на з'їзді в Пьотркуві оголосив про обрання мазовецького князя Болеслава IV королем Польщі. Він особисто здійснив коронацію Казимира Ягеллончика у Вавельській катедрі 1447 року. Пізніше супроводжував короля у поїздці до Великопольщі та приймав його у центрі своєї архідієцезії.
У травні 1448 року, не зважаючи на хворобу, Вінцентій Кот брав участь у генеральному з'їзді в Любліні, де виступав проти спроб розірвати унію з Литвою. У червні прибув до Унеюва і тут помер 14 серпня 1448 року. Його тіло було перевезене до Ґнєзно і поховано у місцевій катедрі 19 серпня.